# Iraj Danaeifard
Iraj Danaeifard (en persa: ايرج دانايی فرد‎; Teherán, Irán; 11 de marzo de 1951 – Shiraz, Irán; 12 de diciembre de 2018) fue un futbolista iraní que jugaba en la posición de centrocampista.

## Carrera

### Club
Inicío su carrera profesional con el Taj FC, equipo del que su padre Ali Danaeifard fue uno de sus fundadores, y logra ser campeón de liga en la temporada de 1971 y dejaría al club al año siguiente para jugar con el Oghab FC, equipo con el que jugaría por dos años.
En 1974 pasa a jugar con el PAS Tehran FC con quien sería campeón de liga en 1977, mismo año en el que regresaría al Taj FC, donde pasaría las siguientes tres temporadas.
En 1980 viaja a Estados Unidos y firma con el Tulsa Roughnecks de la NASL, formando parte tanto del equipo de Fútbol como el de fútbol indoor, ganó el título de liga en 1983 y estaría en el club hasta que la liga se disuelve en 1984 y también sería su retiro del fútbol.

### Selección nacional
Jugó para Irán de 1977 a 1980 participando en 17 partidos y anotó tres goles, el primero de ellos fue el primer gol de Irán en una Copa Mundial de Fútbol en el empate 1-1 ante Escocia, siendo también el primer punto conseguido de la selección en un mundial. También formó parte del equipo que participó en la Copa Asiática 1980 celebrada en Kuwait en la que Irán terminó en tercer lugar, torneo en el que anotó un gol en la victoria por 3-2 ante Corea del Norte.

## Muerte
Danaeifard muere el 12 de diciembre de 2018 a los 67 años por una falla masiva de órganos.

## Logros
- Liga de fútbol de Irán: 1

1970/71
- Copa Takht Jamshid: 1

1977
- NASL: 1

1983

## Goles con selección
| 1.      | 7-6-1978  | Estadio Chateau Carreras, Córdoba, Argentina | Escocia                | 1–1 | Argentina 1978     |
| 2.      | 5-9-1980  | Al-Ain Stadium, Al-Ain, United Arab Emirates | Emiratos Árabes Unidos | 2–0 | Amistoso           |
| 3.      | 24-9-1980 | Sabah Al Salem Stadium, Kuwait City, Kuwait  | Corea del Norte        | 3–2 | Copa Asiática 1980 |
| Fuente: |           |                                              |                        |     |                    |